# Phạm Quỳnh

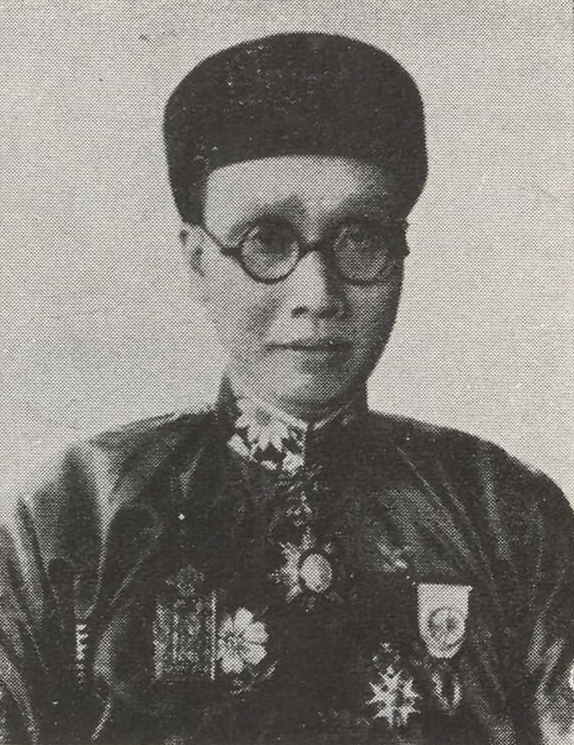
Phạm Quỳnh

Phạm Quỳnh (* 1892; † 1945) war ein vietnamesischer Politiker zur Zeit der Nguyễn-Dynastie in Französisch-Indochina in der ersten Hälfte des Zwanzigsten Jahrhunderts. Er kam eigentlich aus dem Journalismus und wurde als Premierminister gegen Ende des Zweiten Weltkriegs die zentrale politische Figur im Kabinett des Kaisers. Er war grundsätzlich frankophil und setzte sich im Rahmen des Kolonialismus für eine Synthese aus der westlichen und konfuzianistischen Zivilisation ein. Er wurde im Zuge der Augustrevolution von den Viet Minh ermordet.

## Herkunft und Werdegang

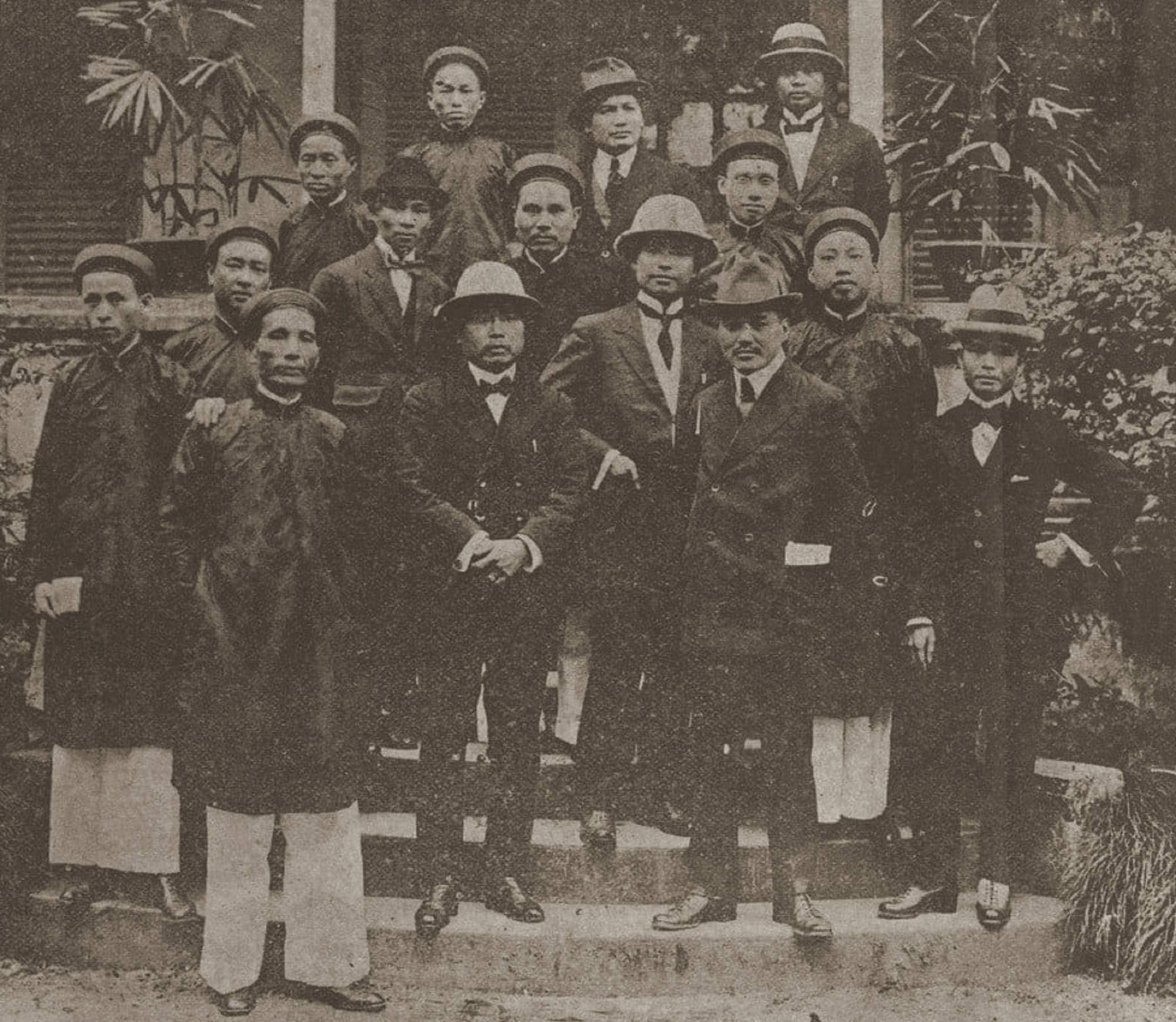
Pham Quynh, Nguyen Van Vinh und tonkinesische und cochinchinesische Journalisten im Restaurant Colonie 1920.

Pham Quynh war der Sohn eines dörflichen konfuzianischen Gelehrten in der Provinz Hai Duong. Pham wurde an der Übersetzerschule des Kolonialstaats ausgebildet und lernte Französisch und Chinesisch. Danach vollendete er seine akademische Ausbildung an der École française d’Extrême-Orient in Hanoi. 1913 begann er eine Tätigkeit als Journalist in der vietnamesischsprachigen Zeitung Dong Duong Tap Chi (Indochinesische Revue) unter dem Herausgeber Nguyễn Văn Vĩnh. 1917 gründete er mit Nam Phong (Südwind) eine eigene Pressepublikation. Diese enthielt Beiträge auf Vietnamesisch, Chinesisch und Französisch. Das Hauptziel war jedoch die Bekanntmachung latinisierten vietnamesischen Schrift. Für die Herausgabe von Nam Phong erhielt Pham Quynh finanzielle Unterstützung durch die Kolonialbehörden. In seiner Pressetätigkeit setzte er sich für eine Ausweitung des Bildungswesens für Einheimische nach westlichem Vorbild ein und begleitete den Aufbau einer modernen vietnamesischsprachigen Literatur.

## Politische Laufbahn
Während der Zwanziger Jahre versuchte er mit politisch verfolgten Nationalisten zusammen eine Fortschrittliche Partei Vietnams zu gründen. Der Versuch scheiterte jedoch am Verbot durch die Kolonialbehörden.
Pham Quynh fungierte ab den Dreißigerjahren unter anderem als Bildungsminister und mehrfach als Premierminister unter dem Kaiser Bảo Đại. Er verfolgte die Idee einer für das vietnamesische Volk nutzbringenden Kombination zwischen der westlichen Kultur der Kolonialmacht und dem traditionellen Konfuzianismus Vietnams. Er war überzeugter Monarchist und Verteidiger der Herrschaft der Nguyen-Dynastie. In traditionalistischen Kreisen wurde er als Emporkömmling wahrgenommen. Während des Zweiten Weltkriegs übernahm er 1942 auch das Amt des Innenministeriums und wurde zur zentralen politischen Führungsfigur am Hof von Bao Dai.
Innerhalb des politischen Systems des Kaiserhofs war der spätere südvietnamesische Staatschef Ngo Dinh Diem durch seine prowestliche aber anti-französische Haltung Pham Quynhs schärfster politischer Konkurrent, den er 1933 als Premierminister ablöste.

## Ermordung
Nach dem japanischen Machtübernahme in Indochina im Frühjahr 1945 wurde er von seinen politischen Ämtern wegen seiner pro-französischen Orientierung entfernt. Im Zuge der Augustrevolution wurde er zusammen mit anderen Politikern der Kolonialzeit festgenommen und ermordet.